# Oxytropis caraganetorum
Oxytropis caraganetorum är en ärtväxtart som beskrevs av I.T. Vassilczenko. Oxytropis caraganetorum ingår i släktet klovedlar, och familjen ärtväxter. Inga underarter finns listade i Catalogue of Life.